# Clarence Football Club
Clarence Football Club est un club de football basé à Belfast. Fondé en 1882, il est un des huit clubs fondateurs du championnat d'Irlande de football.

## Histoire
Le Clarence Football club est fondé en 1882 au sein de la Church of Ireland Young Men's Society (CIYMS). Son nom fait référence au Clarence Place Hall lieu où était établi la CIYMS.
Clarence fait partie des huit club qui ont fondé le championnat d'Irlande. Il participe donc à la première saison du championnat en 1890-1891. Il termine la compétition à la 9e place avec 3 victoires en 14 rencontres.
Clarence déclare forfait au commencement de la saison suivante parce qu'il se trouve dans l'incapacité de rassembler suffisamment de joueurs pour constituer une équipe.